# ترامواي بجاية
ترامواي بجاية (بالإنجليزية: Béjaïa tramway)‏ هو جزء من برنامج الاستثمار المُسطر من طرف الدولة لجعل النقل الحضري مواكِبًا للعصر، وعلى غرار العديد من مدن البلاد، أطلقت مؤسسة مترو الجزائر دراسة جدوى لإدراج الترامواي كوسيلة نقل حضرية بولاية بجاية.

## الدراسة
تهـدف هذه الدراسة إلى تحديد الخطوط الأولية المُرجّحة لكي تُصبح مسارا للترامواي، وهذا بغـرض التـجـاوب مـــع تزايد متطلـبات سكان بجاية في مجال النقل ولإنـجاح التنمية الحضرية بالمدينة التي تعرف نشاطاً سياحياً كبيرا في فصل الصيف.
دراسة الجدوى التي أطلقتها مؤسسة مترو الجزائر، وأنجزها مكتب الدراسات الإسباني «سينير»، سمحت بتحديد خط ترامواي بجاية. النموذج المتفق والمُصادق عليه يخص الخط الأول إنطلاقا من «إيغيلأوزوق» نحو «بابسارازين» مرورا عبر المحطة البرية وشارع عميروش على خط طوله 9.7 كيلومترا و 19 محطة مع الخصائص التالية:
- طول الخط: 9.7 كيلو مترا.
- عدد المحطات: 19.
- المسافة المتوسطة بين المحطات: 510 مترا.
- أقطاب التبادل: 4.
- المستودع والورشات بمنطقة بوخيامة.
- مُنشأ فني طوله 770 مترا على طول الممر العلوي إلى واد الصغير.
- التردد في أوقات الذروة: 4 دقائق.
- توقعات النقل بالترامواي التي تنبأت بها الدراسة تقدر ب 8800 مسافرا في أوقات الذروة وفي الاتجاهين.